# Školjić (Vir)
Koordinati:   44°17′08″N, 15°08′19″E
Školjič je majhen, nizek, nenaseljen otoček v Jadranskem morju (Hrvaška).
Otoček leži na začetku preliva Privlački gaz oddaljen okoli 0,4 km od  otoka Vir, nasproti rta Kulina pri Privlaki. Njegova površina meri 0,088 km². Dolžina obalnega pasu je 1,67 km. Najvišji vrh na otočku je visok 3 mnm.